# Sternorrhyncha
Los esternorrincos (Sternorrhyncha) son un suborden de insectos hemípteros que contiene los pulgones, las moscas blancas y algunas cochinillas (insectos escamas), grupos que tradicionalmente se incluían en el orden Homoptera, hoy obsoleto.
Distribuidas en todo el mundo, los miembros de este grupo se alimentan de plantas  y muchos son graves plagas de cultivos.  Muchos han modificado su morfología y los ciclos de vida, incluyendo fenómenos como partenogénesis, dimorfismo sexual, e incluso la eusocialidad.

## Filogenia
La filogenia de Sternorrhyncha, basada en el análisis de la subunidad (18S) de ARN ribosómico, está indicada en el cladograma.
|              | Coccoidea (insectos escama)                                                              |
|              |                                                                                          |
| Aphidomorpha | \| \| Phylloxeroidea (filoxeroideos) \| \| \| \| \| \| Aphidoidea (pulgones) \| \| \| \| |
|              | \| \| Phylloxeroidea (filoxeroideos) \| \| \| \| \| \| Aphidoidea (pulgones) \| \| \| \| |
|              | Phylloxeroidea (filoxeroideos)                                                           |
|              |                                                                                          |
|              | Aphidoidea (pulgones)                                                                    |
|              |                                                                                          |

|  | Phylloxeroidea (filoxeroideos) |
|  |                                |
|  | Aphidoidea (pulgones)          |
|  |                                |

|              | Coccoidea (insectos escama)                                                              |
|              |                                                                                          |
| Aphidomorpha | \| \| Phylloxeroidea (filoxeroideos) \| \| \| \| \| \| Aphidoidea (pulgones) \| \| \| \| |
|              | \| \| Phylloxeroidea (filoxeroideos) \| \| \| \| \| \| Aphidoidea (pulgones) \| \| \| \| |
|              | Phylloxeroidea (filoxeroideos)                                                           |
|              |                                                                                          |
|              | Aphidoidea (pulgones)                                                                    |
|              |                                                                                          |

|  | Phylloxeroidea (filoxeroideos) |
|  |                                |
|  | Aphidoidea (pulgones)          |
|  |                                |

|              | Coccoidea (insectos escama)                                                              |
|              |                                                                                          |
| Aphidomorpha | \| \| Phylloxeroidea (filoxeroideos) \| \| \| \| \| \| Aphidoidea (pulgones) \| \| \| \| |
|              | \| \| Phylloxeroidea (filoxeroideos) \| \| \| \| \| \| Aphidoidea (pulgones) \| \| \| \| |
|              | Phylloxeroidea (filoxeroideos)                                                           |
|              |                                                                                          |
|              | Aphidoidea (pulgones)                                                                    |
|              |                                                                                          |

|  | Phylloxeroidea (filoxeroideos) |
|  |                                |
|  | Aphidoidea (pulgones)          |
|  |                                |

|              | Coccoidea (insectos escama)                                                              |
|              |                                                                                          |
| Aphidomorpha | \| \| Phylloxeroidea (filoxeroideos) \| \| \| \| \| \| Aphidoidea (pulgones) \| \| \| \| |
|              | \| \| Phylloxeroidea (filoxeroideos) \| \| \| \| \| \| Aphidoidea (pulgones) \| \| \| \| |
|              | Phylloxeroidea (filoxeroideos)                                                           |
|              |                                                                                          |
|              | Aphidoidea (pulgones)                                                                    |
|              |                                                                                          |

|  | Phylloxeroidea (filoxeroideos) |
|  |                                |
|  | Aphidoidea (pulgones)          |
|  |                                |